# Malajäpple
Malajäpple (Syzygium malaccense) är en myrtenväxtart som först beskrevs av Carl von Linné, och fick sitt nu gällande namn av Elmer Drew Merrill och Lily May Perry. Syzygium malaccense ingår i släktet Syzygium och familjen myrtenväxter. Inga underarter finns listade i Catalogue of Life.

## Bildgalleri

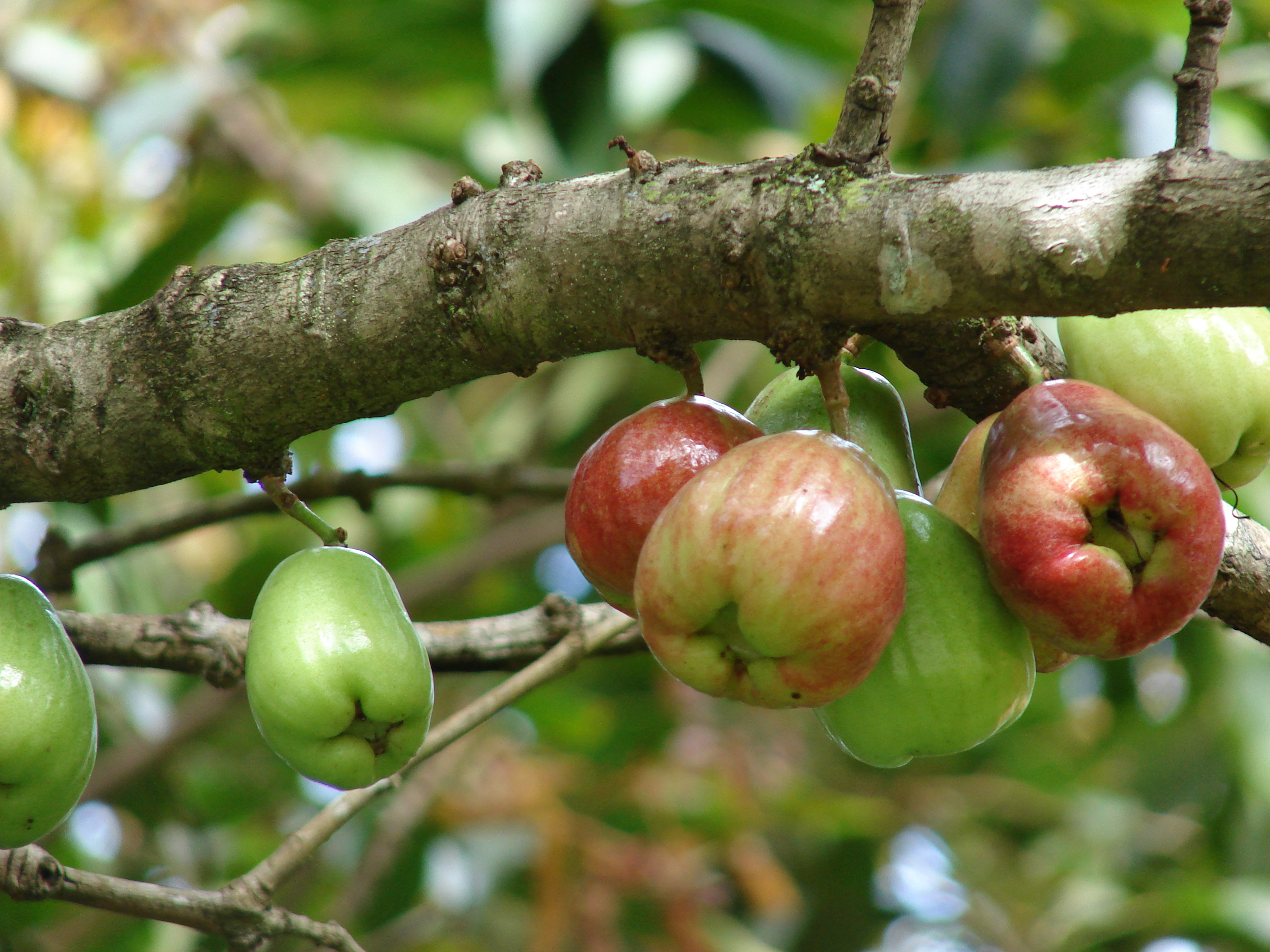
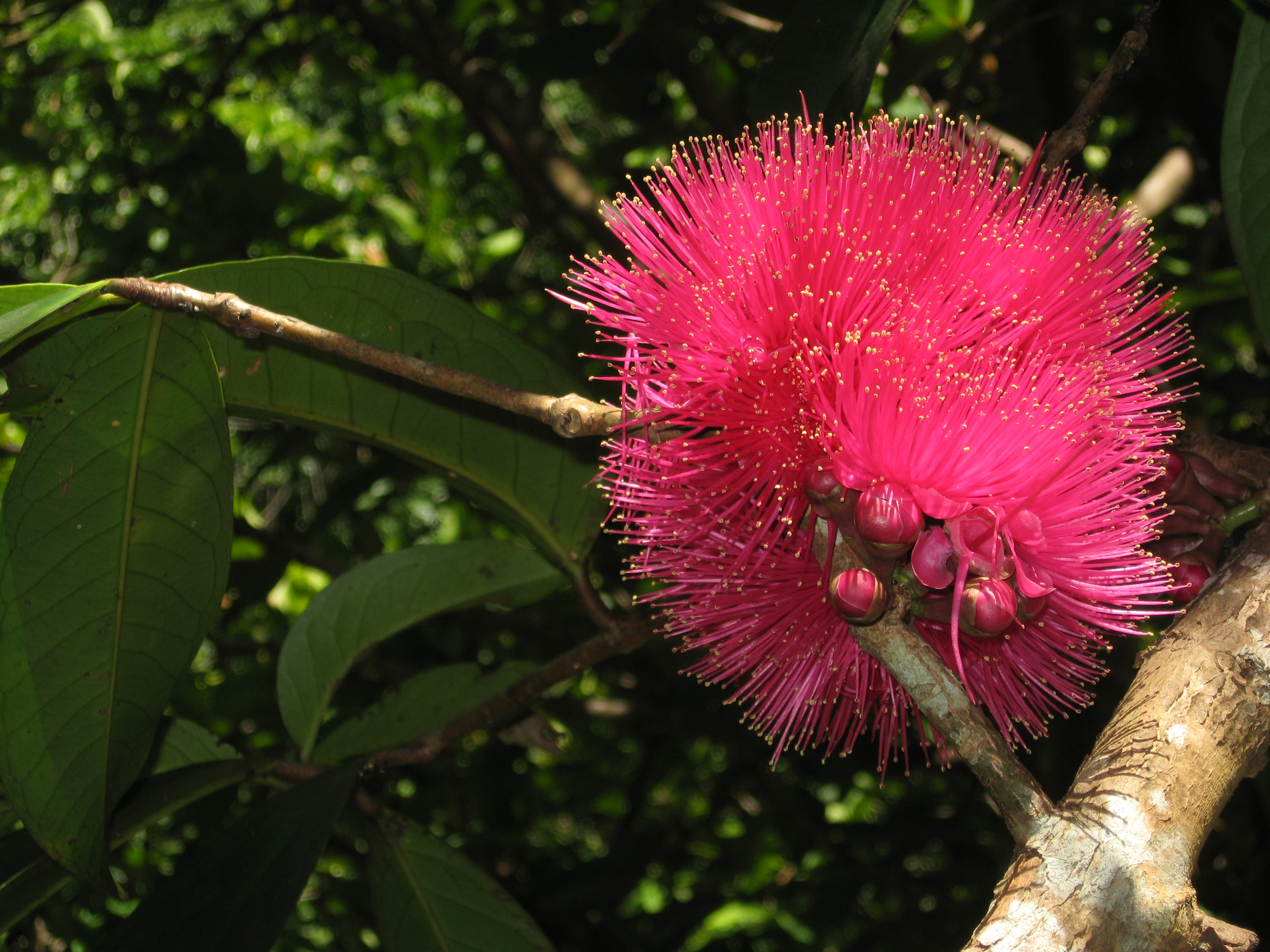
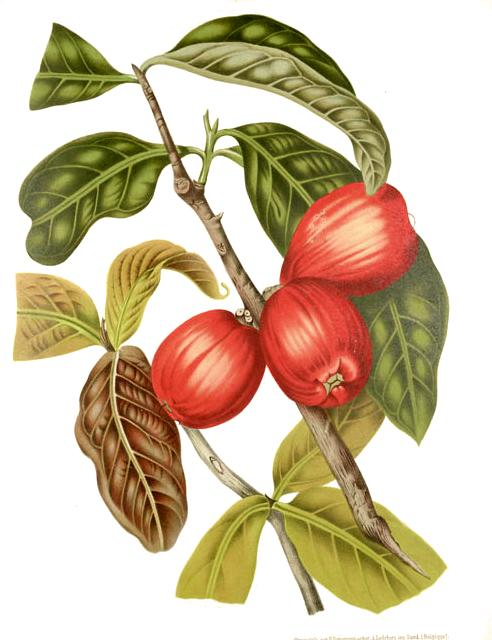
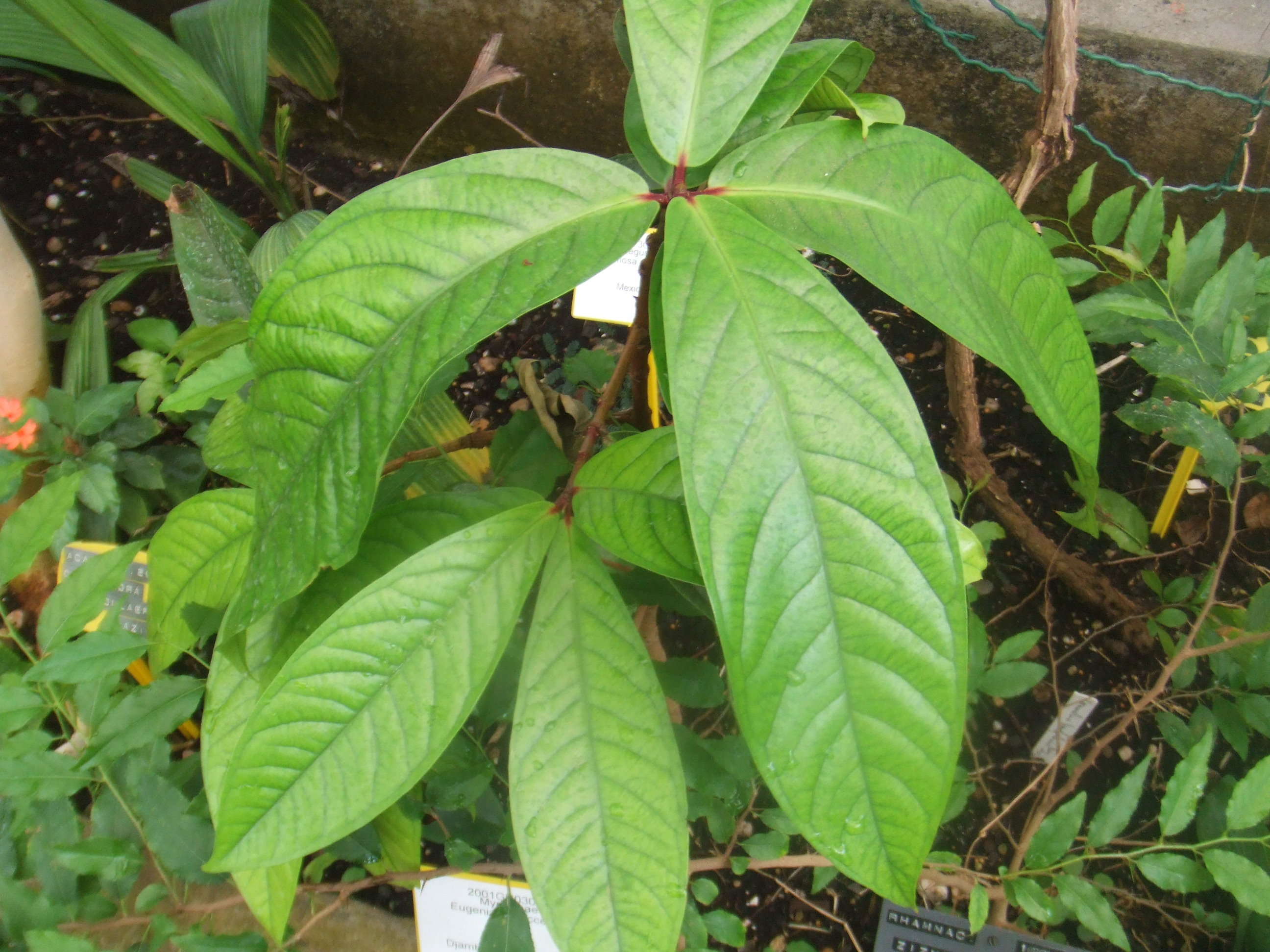
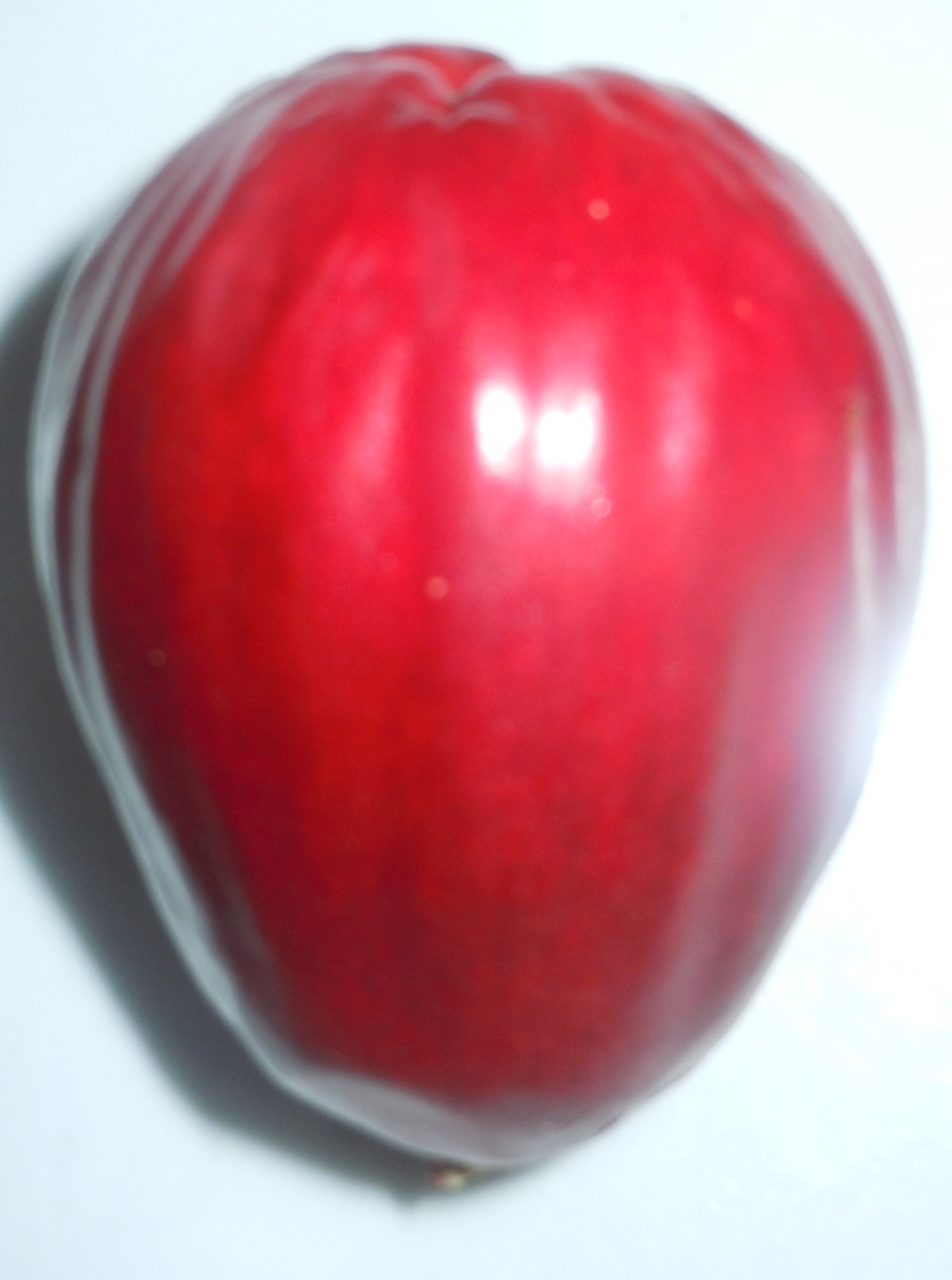
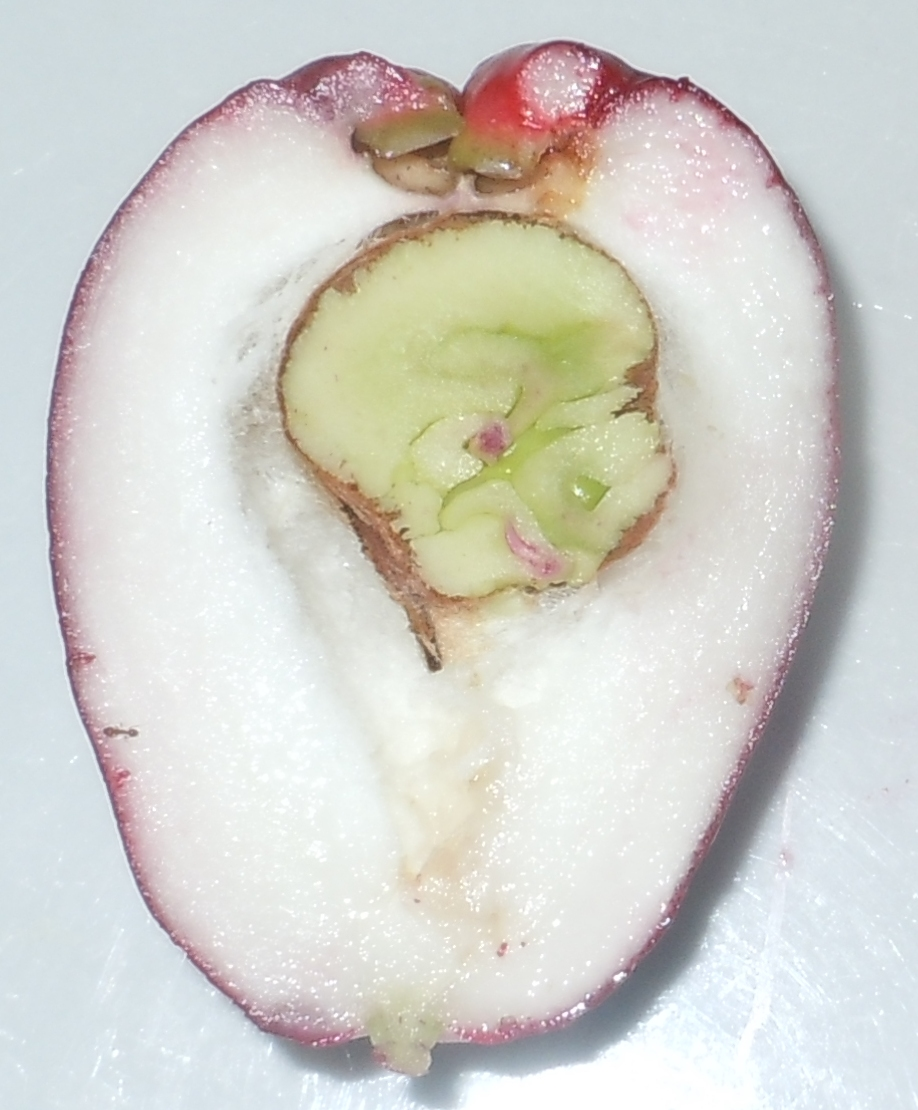